# Rustam Sharipov
Rustam Sharipov (em ucraniano: Рустам Шаріпов) (Dushanbe, 2 de junho de 1971) foi um ginasta ucraniano que competiu em provas de ginástica artística pela nação.
Sharipov é o detentor de três medalhas olímpicas, conquistadas em duas diferentes edições. Na primeira, nas Olimpíadas de Barcelona em 1992, subiu ao pódio na prova coletiva como o medalhista de ouro, após superar as equipes da China e do Japão, prata e bronze respectivamente. Quatro anos mais tarde, nos Jogos de Atlanta, subiu novamente ao pódio por equipes, agora como medalhista de bronze, em evento conquistado pelo time chinês de Yang Wei. Individualmente, saiu-se ainda campeão das barras paralelas, quando superou o vencedor olímpico da edição anterior e companheiro de equipe em 1992, Vitaly Scherbo.